# Estación de esquí del Valle del Sol
La estación de esquí del Valle del Sol está situada en las faldas del pico Mencilla, en el término municipal de Pineda de la Sierra, comarca de la Sierra de la Demanda, al noreste de la provincia de Burgos, comunidad autónoma de Castilla y León, España. Se accede a la pista a través de una carretera provincial que empieza ya pasado el municipio de Pineda de la Sierra, en dirección hacia Riocavado de la Sierra, de apenas cinco kilómetros de distancia.
Actualmente, esta estación no se encuentra operativa, pero todavía pueden verse los remontes e instalaciones que hasta 2005 la hacían funcionar. Su uso en la actualidad está limitado a actividades de ocio y educación ambiental, pese a que en invierno sigue atrayendo a un número considerable de amantes de la nieve, que no dudan en deslizarse por la pista con plásticos o trineos, o pasear por las inmediaciones con raquetas de nieve.

## Historia
La estación estuvo operativa entre 1975 (año de apertura) y 1999, período en el que muchos burgaleses aprendieron a esquiar y a disfrutar de la nieve a tan solo 50 kilómetros de distancia de la capital burgalesa. Eran frecuentes los autobuses de estudiantes y militares, que se acercaban a Valle del Sol para iniciarse y practicar el esquí, y los cuales aparcaban en La Estación, aparcamiento situado al inicio de la carretera que accede a la pista, pues la primera carretera que permitió el acceso hasta la pista era estrecha y con fuerte pendiente. Años más tarde, se construyó otra carretera, algo más larga pero con menos pendiente, más ancha y mejor asfaltada. 
Desde 1999 hasta 2005, la pista funcionó de forma eventual y esporádica cuando la cantidad de nieve y la afluencia de gente eran considerables. 
En 2005 se produjo el cierre definitivo de la estación, en parte motivado por la obsolescencia de las instalaciones de la pista y por la falta de nieve, pues no existía ningún elemento que permitiera la buena conservación de la nieve acumulada, salvo una máquina pisapistas, que también quedó obsoleta con el paso del tiempo.  

## Promoción de la estación
El Diputado de Educación, Deportes y Turismo, Joaquín Ocio Cristóbal, promociona la estación con la construcción del albergue de montaña.

## Remontes de la pista
La estación, cuya cota mínima es de 1500 metros y cuya cota máxima alcanza los 1.820 metros, funcionaba con tres remontes: un telebaby, que permitía subir a los esquiadores los primeros metros de la pista, hasta llegar a los dos telesquís, situados uno a cada lado de la pista (uno movido por un motor eléctrico y el otro con motor diésel). A través de estos se podía ascender hasta la parte más elevada de la pista de esquí. La pista tenía, aproximadamente, un área esquiable de 1,5 km², lo que la convertía en una estación de dimensiones reducidas, pensada, sobre todo, para aprender a esquiar. 

## Servicios
Valle del Sol cuenta con un albergue turístico superior, propiedad de la Diputación Provincial de Burgos y gestionado por una empresa privada, que oferta servicio de alojamiento en habitaciones de capacidad múltiple, servicio de restaurante y bar. En el albergue y en un edificio anexo se desarrollan las aulas de la naturaleza de lunes a viernes, durante el curso académico, con alumnos de distintos centros educativos de la ciudad de Burgos y provincia. Y en verano tienen lugar los campamentos multiaventura que organiza el Instituto para el Deporte y Juventud, dependiente de la Diputación Provincial de Burgos.  
También existe un aparcamiento al aire libre para que los visitantes puedan aparcar sus vehículos.

## Alrededores
Cerca de la estación de esquí se puede disfrutar de un área recreativa llamada Esteralbo, desde la cual se tiene acceso a unas magníficas vistas de la Sierra de la Demanda y del municipio de Pineda de la Sierra. El área de recreo dispone de una fuente de agua potable, barbacoas, mesas y bancos de piedra y un pequeño parque infantil. Para acceder al área recreativa hay que tomar un camino situado a pocos metros de distancia de la base de la pista de esquí. El camino queda a mano derecha según se sube por la carretera que comunica Pineda de la Sierra con Valle del Sol. Se recomienda aparcar el coche en el aparcamiento de la estación y realizar el trayecto andando. Según avancemos por este camino, podremos refrescarnos con las cristalinas aguas de la fuente Vicente, la cual queda a la margen izquierda del camino en dirección hacia el Esteralbo.  
El pequeño municipio de Pineda de la Sierra es otro de los lugares idóneos para hacer una parada. Aquí podremos visitar dos Bienes Inmuebles de Interés Cultural (BIC): la iglesia románica de San Esteban, declarada Bien de Interés Cultural con categoría de Monumento Histórico, y el municipio en sí, declarado Bien de Interés Cultural con categoría de Conjunto Histórico.  
La Sierra de la Demanda dispone de zonas declaradas LIC (Lugar de Importancia Comunitario) y ZEPA (Zona de Especial Protección para las Aves). 
En esta comarca también nace el río Arlanzón, que a través del almacenamiento de sus aguas en los embalses del Arlanzón y Úzquiza, abastece a la ciudad de Burgos.